# Biserica Sfântul Ilie - Gorgani din București
Biserica Sfântul Ilie - Gorgani din București este o biserică parohială din centrul municipiului București. Lăcașul a fost construit în secolul XIX și este înregistrat ca monument istoric.

## Istoric
Biserica Sfântul Prooroc Ilie Tesviteanul a fost zidită, conform pisaniei bisericii, în timpul domnitorului Ioan Caragea (1812-1818), ajutat de paharnicul Manolache Hrisoscoleo și de soția sa Elena, de clucerul Radu Voinescu, de paharnicul Ștefan Voinescu și de epitropul Gheorghe Artino, precum și de breasla neguțătorilor cojocari. Interiorul a fost făcut în timpul domniei lui Alexandru Nicolae Suțu, în timpul căruia s-a scris și pisania, în noiembrie 1819.

## Stil și alcătuire
Din punct de vedere arhitectonic, biserica are un stil eclectic, la bază fiind un plan grecesc. Edificiul este un produs al artei ecleziale românești din secolul al XIX-lea, construit sub formă de navă. La intrare se află pridvorul, pe care se sprijină turla. Portalul ușii de la intrare este sculptat în piatră, cu elemente artistice care aparțin artei post-brâncovenești. În interior, în partea sudică, se află șase morminte, acoperite cu lespezi de piatră și inscripții chirilice și grecești (1814-1834).

## Înregistrarea în patrimoniul cultural
În Repertoriul Arheologic Național, monumentul apare cu codul 179132.141.

## Galerie

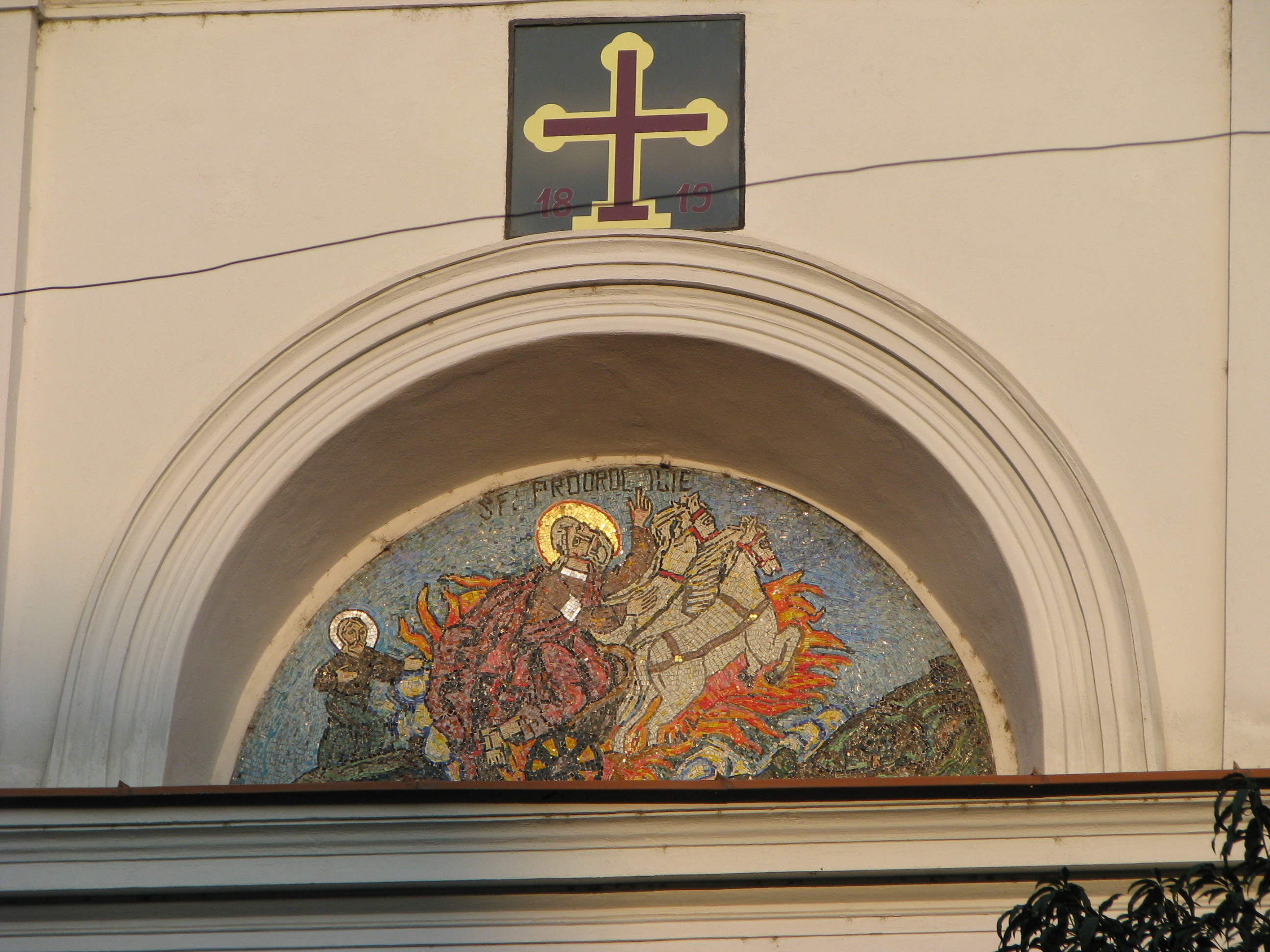
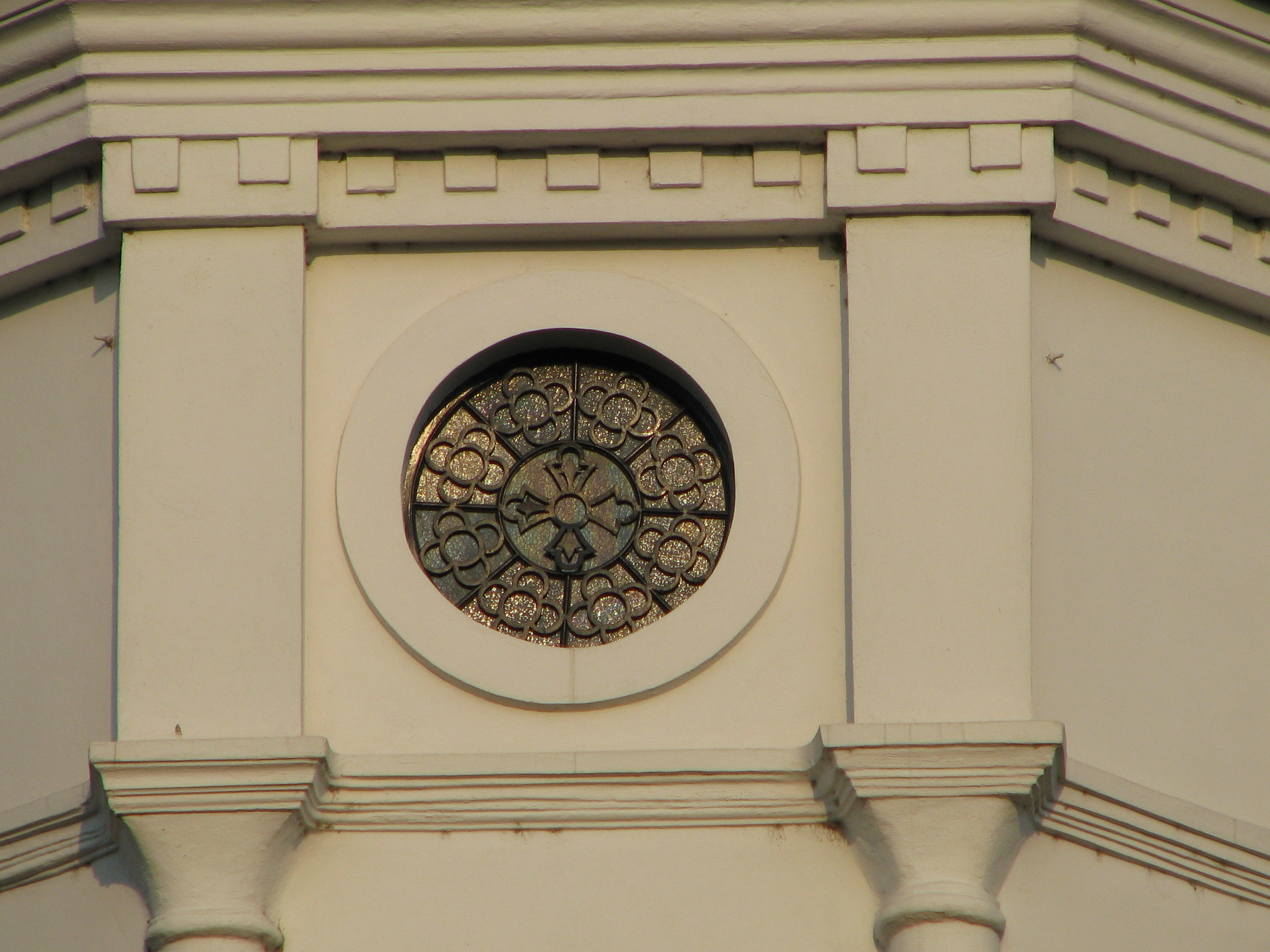
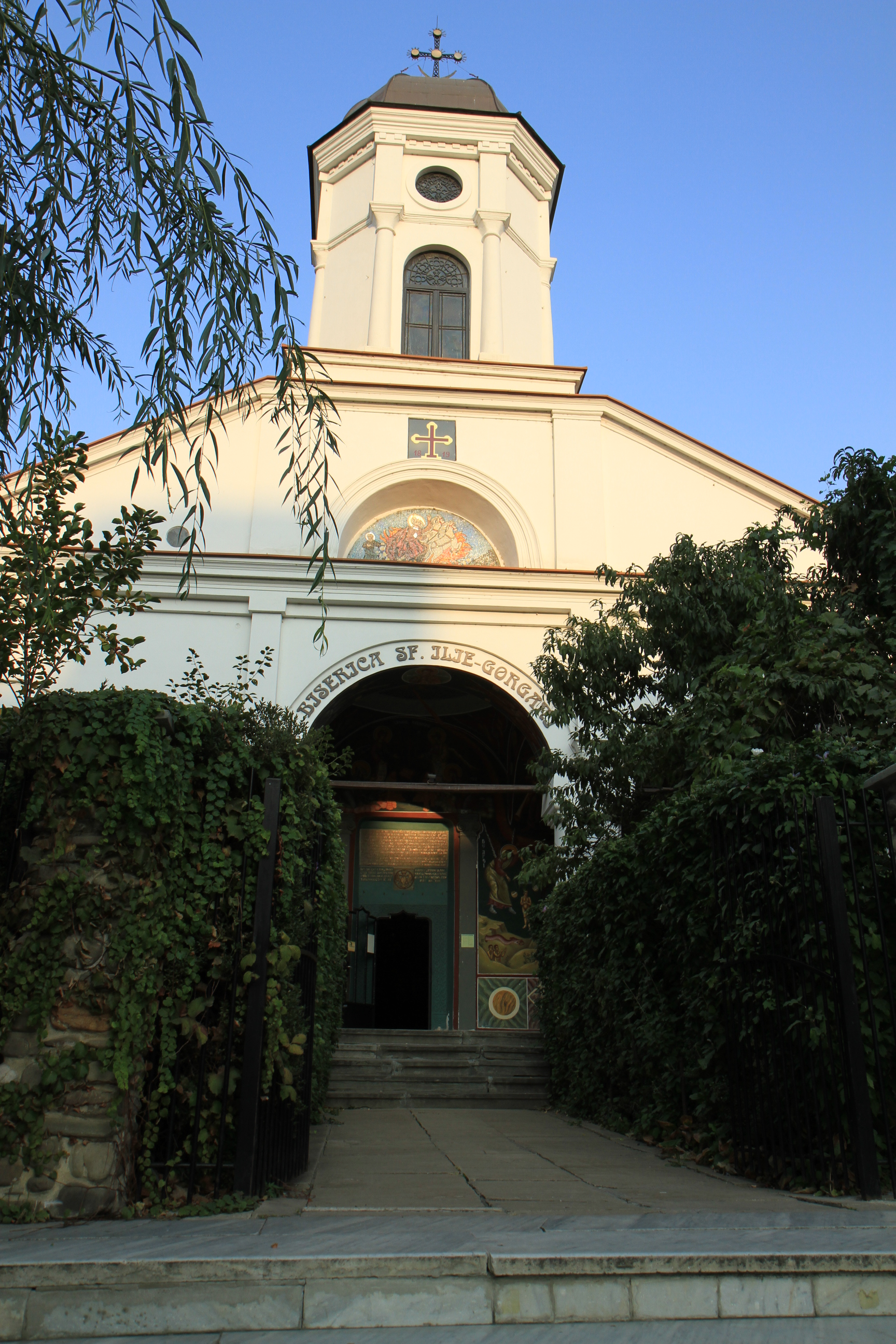
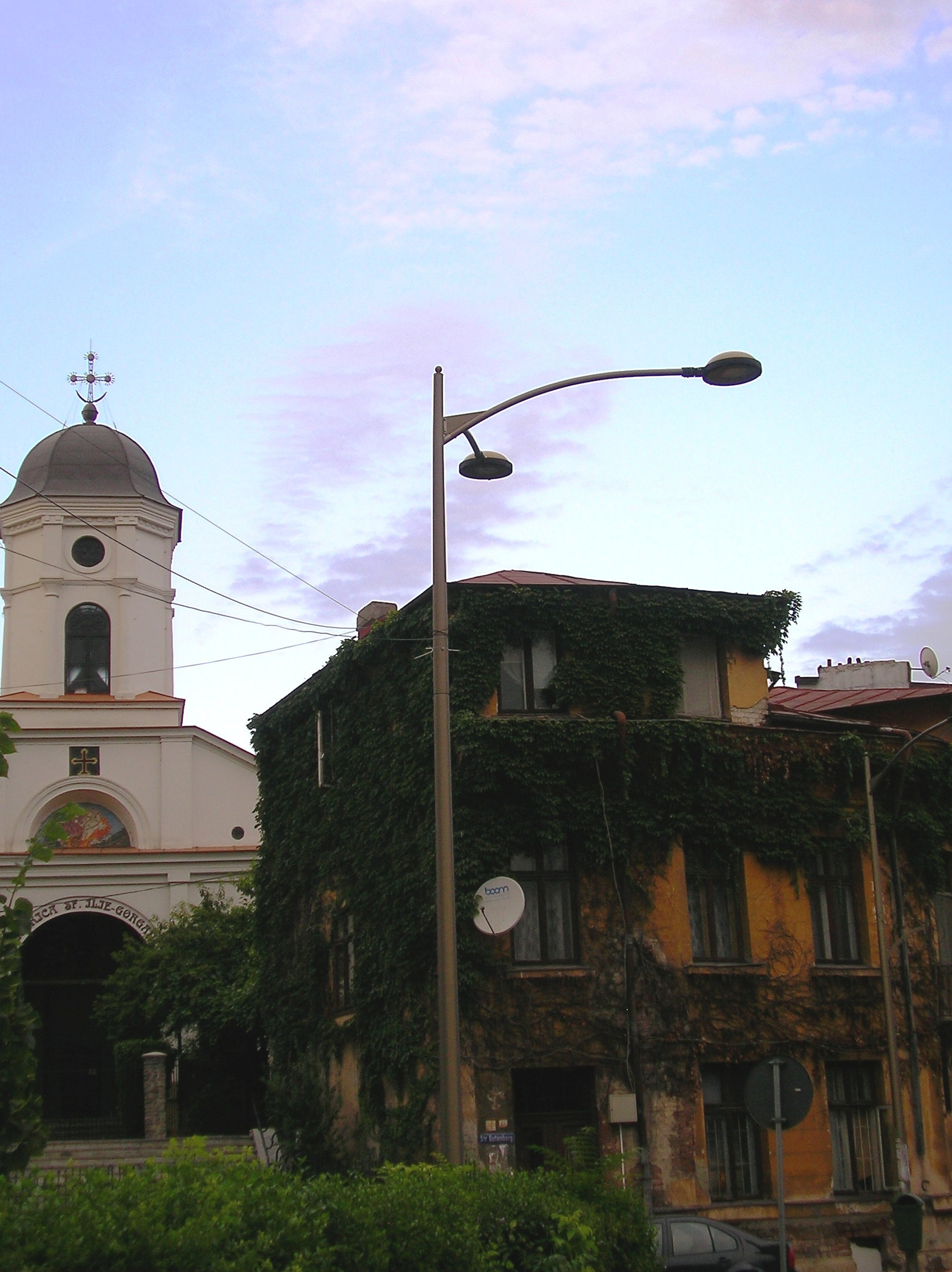